# Ганс Штріппель
Ганс Штріппель (нім. Hans Strippel; 1 грудня 1912, Ноєнштайн — 26 листопада 1983, Бад-Герсфельд) — німецький офіцер, лейтенант вермахту (кінець 1944). Кавалер Лицарського хреста Залізного хреста з дубовим листям.

## Біографія
В 1932 році вступив в автомобільний батальйон в Касселі. В 1935 році переведений в 1-й танковий полк. Учасник Польської і Французької кампаній, а також Німецько-радянської війни, командував взводами 3-ї, 2-ї та 4-ї роти свого полку. Взимку 1942/43 року відзначився у боях під Торопцем, в 1944 році — в Черкаському казані. Всього за час бойових дій знищив понад 70 радянських танків.

## Нагороди
- Медаль «За вислугу років у Вермахті» 4-го класу (4 роки)
- Залізний хрест
  - 2-го класу (24 вересня 1939)
  - 1-го класу (21 липня 1941)
- Нагрудний знак «За танкову атаку»
  - в сріблі (5 липня 1941)
  - 2-го ступеня «25» (8 січня 1944)
  - 3-го ступеня «50» (30 липня 1944)
- Нагрудний знак «За поранення»
  - в чорному (19 серпня 1941)
  - в сріблі (22 січня 1944)
- Німецький хрест в золоті (24 грудня 1941)
- Медаль «За зимову кампанію на Сході 1941/42» (1 серпня 1942)
- Лицарський хрест Залізного хреста з дубовим листям
  - лицарський хрест (22 січня 1943) — за 36 знищених танків.
  - дубове листя (№485; 4 червня 1944) — за заслуги у боях під Корсунем.